# سدار هیل (میزوری)
سدار هیل (به انگلیسی: Cedar Hill) یک منطقهٔ مسکونی در ایالات متحده آمریکا است که در شهرستان جفرسون، میزوری واقع شده‌است. سدار هیل ۵٫۹ کیلومتر مربع مساحت و ۱٬۸۴۸ نفر جمعیت دارد و ۱۶۸ متر بالاتر از سطح دریا واقع شده‌است.